# The Ninja Warriors: The New Generation
Pour le jeu sorti à l'origine sur borne d'arcade, voir The Ninja Warriors.
The Ninja Warriors: The New Generation, ou The Ninja Warriors Again (ザ・忍者ウォーリアーズ〜アゲイン〜) au Japon, est un jeu vidéo de type beat them all développé par Natsume et édité par Taito en 1994 sur Super Nintendo.

## Synopsis
Banglar, un dictateur dirige son pays d'une main de fer, grâce à sa milice. Un groupe de scientifiques rebelles menés par un certain "Mulk" construisent en secret des armes capables de faire tomber le tyran. Mis au courant, Banglar décide d'envoyer ses forces attaquer par surprise la base rebelle.
Pris par le temps, les armes n'étant pas entièrement finalisées, ni même testées, Mulk décide malgré tout de les activer pour les lancer dans la bataille. Mission: tuer Banglar !
Ces armes sont trois androïdes ninja:
1. Ninja: un androïde lourd et puissant spécialiste du corps à corps.
2. Kunoichi: un androïde féminin. Petite, assez faible mais agile, c'est une spécialiste des combats aériens.
3. Kamaitachi: un androïde non finalisé qui n'a pas de mains, mais deux sabres courbes mortelles accrochées à ses avant-bras.

## Les ennemis
Par ordre de puissance
- soldat: des soldats armés de couteaux, capable de poignarder debout ou accroupis. Ce sont les adversaires les plus faibles du jeu.
- robot de patrouille: des petits robots sur roues muni d'un laser. Lorsqu'ils atteignent un bout de l'écran, se retournent et tirent.
- béret-vert: des soldats reconnaissables à leur béret, plus résistant que les simples soldats, ils sont capables de donner des coups de poing debout et des coups de pied quand ils sont accroupis
- milicien: des combattants aux lunettes noirs capables de donner des coups de poing debout et des coups de pied quand ils sont accroupis mais plus coriaces et plus intelligents que les béret-verts.
- ninja griffu (dans la version américaine et européenne du jeu): des ninjas nains sautillants et munis de griffes (tekko-kagi). De par leur petite taille et leur agilité, ils sont très difficiles à toucher. Ils peuvent poignarder debout ou en sautant.
- ninja femme (kunoichi) (dans la version japonaise du jeu): femmes ninja munies d'un katana, extrêmement agiles, elles peuvent attaquer au sol comme dans les airs. Spécialistes de l'esquive et de l'attaque dans le dos, elles sont aussi capables de se protéger des attaques avec leur katana.
- sniper: un soldat armé d'un fusil de sniper. Se planque toujours dans un coin de l'écran ou derrière les autres combattants pour tirer. Ils peuvent tirer debout ou accroupis et peuvent aussi lancer une grenade à faible distance.
- ninja: des ninjas avec un masque de démon armés de kunai, rapides et agiles, ils peuvent attaquer debout ou accroupis et sont capables d'éviter les attaques en faisant un saut en arrière. Ils apparaissent souvent par surprise dans une explosion de fumée.
- souffleur de flamme: un combattant à distance qui souffle des flammes debout ou accroupis. Peut aussi se téléporter d'un endroit à un autre.
- garde du corps: des hommes en costard / cravate et lunettes noirs. Ils peuvent donner des coups de poing et des coups de pied en étant debout, des coups de pied en étant accroupis ou lors d'un saut. Incapables de se protéger, ils peuvent cependant attraper l'adversaire pour le faire tomber.
- petits gris: des hommes moulés dans un justaucorps, très rapides et pouvant sauter sur de longs distances, ils peuvent attaquer debout ou accroupis et tacler grâce à une glissade rapide. Ils peuvent surtout devenir intangibles de sorte qu'on ne peut plus les attraper.
- lutteur: des hommes grands et puissants qui attaquent souvent avec leur mains à la façon des sumos. Ils peuvent aussi se ruer sur l'adversaire pour lui donner un coup de tête et sont capables de les attraper pour les renverser.
- exosquelette autonome: des robots cuirassés qui peuvent tirer un rayon laser vers le sol ou attraper son adversaire pour l'envoyer en l'air. Ils disposent aussi d'une main extensible pour attaquer lorsqu'ils sont accroupis. Leur blindage de face les rendent invulnérables mais leur dos reste leur point faible.
- garde d'élite: des armoires à glace de plus de 2 mètres (en réalité des androïdes) très puissants. Peuvent donner un uppercut ou des coups de pied aux tibias et capables de se protéger.

## Les BOSS

### Niveau 1
Un garde d'élite un peu plus fort que les autres.

### Niveau 2
Un homme armé d'une tronçonneuse avec lequel il peut se protéger.

### Niveau 3
Un mutant griffu capable de se rendre invisible et escalader les murs.

### Niveau 4
Un général détenant une télécommande qui permet de tirer un laser très puissant depuis un satellite.

### Niveau 5
Un maitre des arts martiaux.

### Niveau 6
Un grand mutant vert capable d'allonger ses bras pour attraper ses ennemis.

### Niveau 7
Deux gardes d'élites encore plus grands et plus forts.

### Niveau 8
Banglar.

Caché derrière un cockpit au vitrage blindé. Il envoie ses soldats pour attaquer et dirige une machine avec des lasers verticaux.